# OZ Большой Медведицы
OZ Большой Медведицы (лат. OZ Ursae Majoris) — одиночная переменная звезда в созвездии Большой Медведицы на расстоянии приблизительно 4980 световых лет (около 1527 парсеков) от Солнца. Видимая звёздная величина звезды — от +11,8m до +11,46m.

## Характеристики
OZ Большой Медведицы — пульсирующая переменная звезда типа RR Лиры (RRC).